# 李冰 (世界小姐)
李冰（Bing Li，1983年7月19日—），中國江西人，她是2001年新絲路中國模特大賽三亞形象小姐，也是2001年第51屆世界小姐第四名的佳麗。她是歴屆世界小姐首名來自中國大陸而得到名次的參選者。

## 简介
2001年李冰在中國海南省三亞舉行的2001新絲路中國模特大賽中獲得三亞小姐稱號，從而獲得參加51屆世界小姐選美比賽的資格，之後更在51屆世界小姐得到第四名和亞洲皇后的名銜。2005年，李冰在事業正如日中天之際前往英國進行學術深造。2010年，以優等生的成績收穫蘭卡斯特大學高級營銷管理碩士學位。現已定居英國。

## 曾參加選美比賽及獎項
- 1999年福特世界超模大賽——第八名
- 2000年中國時尚文化大獎——十佳中國模特兒
- 2001年新絲路中國模特大賽三亞形象小姐
- 2001年世界小姐第四名及亞洲皇后

## 外部連結
- 相关报道 （页面存档备份，存于）